# Papilio brevicauda
Papilio brevicauda är en fjärilsart som beskrevs av Saunders 1869. Papilio brevicauda ingår i släktet Papilio och familjen riddarfjärilar. Inga underarter finns listade i Catalogue of Life.

## Bildgalleri

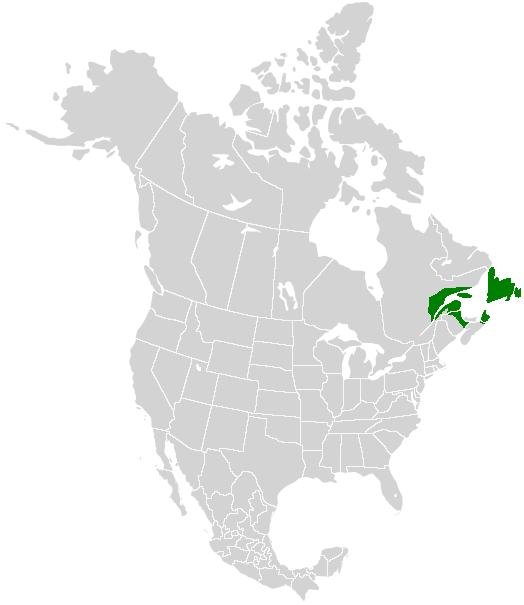